# Дон Делило
Дон Делило (енгл. Don DeLillo; Њујорк, 20. новембар 1936) је амерички писац, сценариста и есејиста. Његова најпознатија дела укључују Подземље, Падач, Боди Артист и Американа. Критичари га убрајају у једног од највећих стваралаца постмодернистичке ере у Сједињеним Америчким Државама, уз Кормака Макартија, Филипа Рота и Томаса Пинчона, док је сам Делило себе радије уврштао у модернисте. Неке од тема његових дела су пораст конзумеризма, теорије завере, и распад и поновно склапање породице као заједнице. Навео је да писци који су највише на њега утицали у младости су били Џејмс Џојс, Ернест Хемингвеј, Вилијам Фокнер и Фланери О'Конор. Његова дела, су између осталих награђене Пулицеровом наградом, Међународном Даблинском Литерарном наградом, и Америчком државном књижевном наградом. Његов роман Анђео Есмералда је такође уврштен у листу 100 најбољих књига Њу Јорк Тајмс магазина.

## Биографија
Дон Делило је рођен у Њу Јорку у католичкој породици вукући порекло из Молиза, града у Италији. Као тинејџер није био заинтересован за писање све док једног лета се није запослио као радник на паркингу, где је читањем прекраћивао време и од чега је направио један од хобија који ће га увек пратити. Осим утицаја модернистичких писаца, Делило је наводио да је џез музика, и нарочито Џон Колтрејн, Мајлс Дејвис и Чарлс Мингус оставили значајан утицај на његов стил писања. Уз музику, послератна филмска индустрија предвођена Робертом Алтманом, Франсисом Фордом Кополом, Стенлијем Кјубриком и Мартином Скорсезеом је, иако не знајући како, осим што је утицала на његово писање, такође открила да има и визуелну страну личности.
Након што је завршио факултет, стекао је диплому из комуниколошке уметности 1958 године. Највећа жеља му је било да ради у издаваштву, али пошто то није успео да оствари, први посао му је било писање за рекламне агенције. Након што је више од пет година провео у тој индустрији, 1960 је написао прву кратку причу Река Јордан.
Свој први роман Американа је писао дуже од четири године, и био је објављен 1971 године. Та деценија је била најпродуктивнија у његовој списатељској каријери, када је објавио и романе End Zone 1971 и Great Jones Street 1973, Ratner's Star 1976, Играчи 1977 и Running Dog из 1978. 
Крајем седамдесетих и почетком осамдесетих година двадесетог века три године је живео у Грчкој где је написао роман The Names 1982 године. Издавањем романа Бели шум 1985 за коју је добио Националну књижевну награду за фикцију, Делило почиње да се убраја у велике писце постмодернистичког правца. Утицаји на стварање Белог шума могу се видети у писању Дејвид Фостер Валаса, Џонатана Летема, Џонатана Франзена, Зејди Смит и Дејва Егерса.
У свом следећем роману Либра из 1988 Делило фикционализује живот Ли Харви Освалда до Атентата на Џона Кенедија. За потребе писања романа Делило је спровео дубоку истрагу која је укључивала читање више од пола извештаја Воренове комисије. Током деведесетих година претња тероризма је оставила велики утица на Делила и његово писање. Његов следећи роман из 1991 Mao II је настао под утицајем фетве стављене на Салмана Рушдија. Роман је одлично примљен од стране читалаца и колега писаца попут Томаса Пинчона и Џона Банвила. 
Делило је провео неколико година истражујући тему за следећи роман Подземље који ће бити објављен 1997 године. Мартин Ејмис је назвао овај роман као успон у великог писца. Подземље постаје један од најхваљенијих Делилових романа који је остварио запажен комерцијални успех и номиновање за више књижевних награда. После писања Подземља, Делило се опет повукао из јавности и наставио да ради на идејама за нове романе који ће ускоро бити материјализовани. Први је био роман Боди артист из 2001 којег је 2003 пратио други Космополис који је представљао модерну интерпретацију Џејмс Џојсовог Уликса пребаченог у Њујорк у период пуцања дот.ком балона 2000 године. Космполис је 2009 обрадио Дејвид Кроненберг у филм који је добио подељене оцене од публике и критике.
У том периоду Делило почиње да пише краће романе, и то под утицајем романа Голманов страх од пенала од писца Петера Хандкеа, Странца, Албера Камија и кратких романа Макса Фриша. Космополис је наишао на негативну критику од публике, док је писац Џон Апдајк изразио своје сумње у стил и тон којим је роман написан. Последњи роман у тој деценији Падач Делило је објавио 2007 и у њему је приказан утицај напада 11. септембра 2001. на једну обичну америчку породицу.
Следећи роман Тачка Омега Делило је написао и објавио 2010 у њему се бави темом људске свесности и питања да ли је оно до тачке исцрпљености. Сматра се филозофским романом по теми блиским са Боди Артистом. Последњи роман Тишина објавио је 2020. Живи у предграђу Њујорка Бронксвилу са супругом Барбаром Бенет.